# Shell Rock, Iowa
Shell Rock là một thành phố thuộc quận Butler, tiểu bang Iowa, Hoa Kỳ. Năm 2010, dân số của thành phố này là 1296 người.

## Dân số
Dân số qua các năm:
- Năm 2000: 1298 người.
- Năm 2010: 1296 người.